# 彭立发

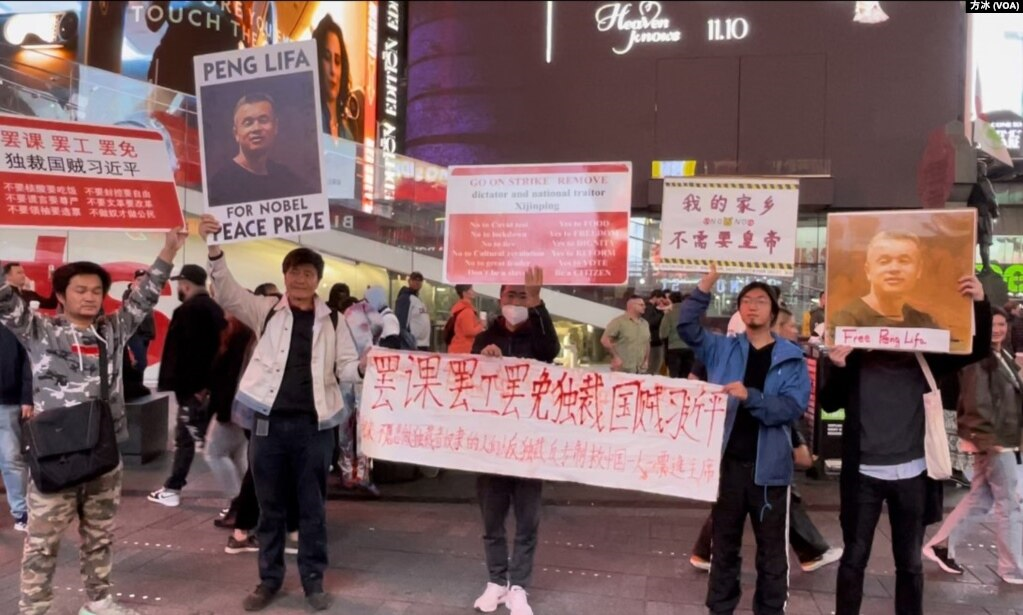
民运人士在纽约时代广场纪念彭立发

彭立發（1974年1月7日—，網名彭载舟），黑龙江泰来人，是發起北京四通桥抗议的民主運動者。他因在2022年中共二十大前夕的抗议中反对习近平主导的疫情封控政策、中国共产党一党专制和习近平独裁体制而闻名。部分人认为其引發了自1989年六四事件以來以來中國最大規模民运（參見白紙革命），推動了結束中共持續近三年嚴厲的新冠清零政策。四通橋事件後，彭立發被秘密逮捕，在四通橋事件週年時仍下落不明。截至2025年3月14日，彭立发仍被当局秘密羁押。 有消息传曾在2022年10月中共“二十大”前夕，公开反对习近平独裁体制和其主导的疫情封控政策，以及中国共产党一党专制等，被警方逮捕并闻名世界的中国公民彭立发已被中国法院以“寻衅滋事罪”与“纵火罪”数罪并罚，判处9年有期徒刑。 两个月前被送进监狱服刑。

## 抗议活动

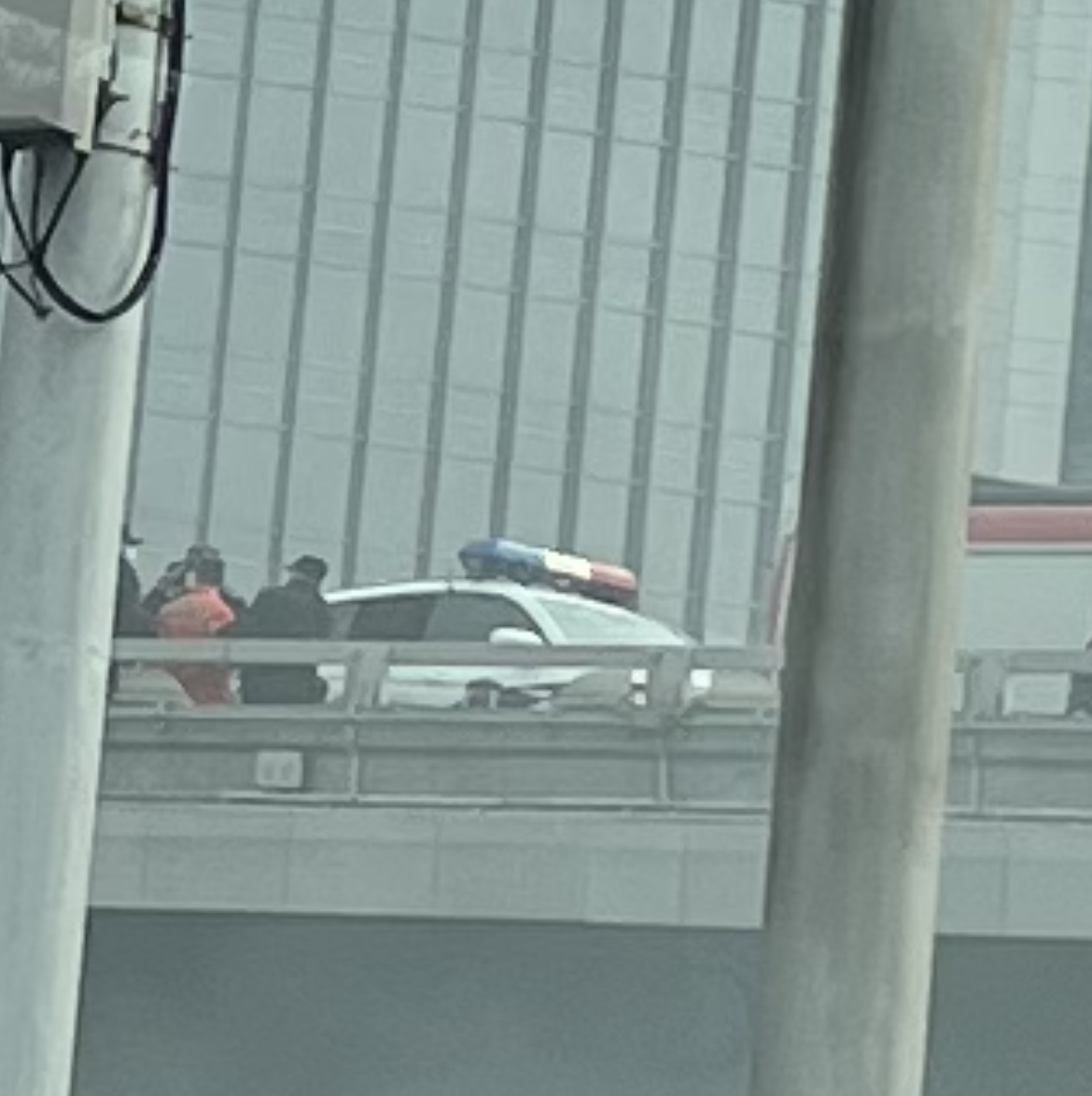
彭立發（橙衣人）被帶上警車

在实施抗议之前，彭立發曾在ResearchGate上分享电磁学研究见解，并在同一平台发表了一份《致全国同胞书》中指中国共产党总书记习近平以袁世凯和金正恩为导师，“做着不穿黄袍穿西装的皇帝梦”，呼吁全国军人和警察“像蔡锷、李烈钧、唐继尧一样勇敢，不要助纣为虐，不要为独裁者卖命，不要为独裁者当炮灰。”

## 荣誉
- 2023年4月，彭立發入選美國时代百大人物。[13]
- 2023年10月13日，美國國會中共特設委員會主席加拉格爾提名彭立發為諾貝爾和平獎候選人。[9]